# Ceinture à munitions

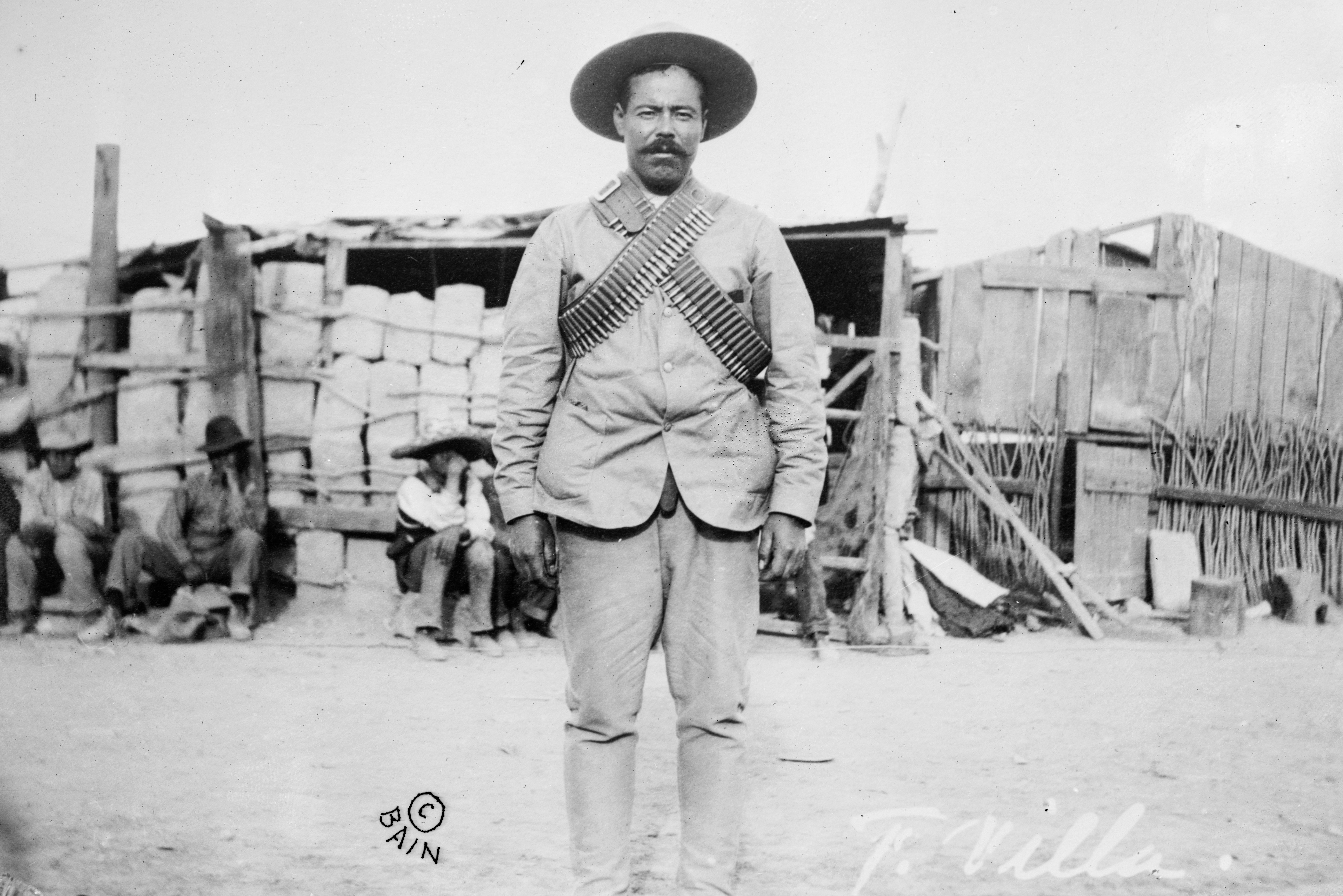
Général Francisco Villa de la révolution mexicaine portant deux ceintures à munitions.

Une ceinture à munitions est une ceinture à plusieurs compartiments pouvant contenir des munitions. Elle se porte habituellement croisée en bandoulière. Les soldats en étaient dotés du XVIe au XVIIIe siècle, afin qu'ils puissent recharger plus rapidement les mousquets. 
Une forme différente est apparue au XXe siècle, permettant de contenir des balles modernes et des grenades. Elle est aujourd'hui plus rare dans les armées, du fait de la capacité des magasins modernes, de moindre encombrement. L'apparition de chargeurs pré-garnis (pour fusils, carabines, pistolets-mitrailleurs, fusils d'assaut et fusils-mitrailleurs) a amené la création de ceintures et baudriers de transport adaptés (en cuir et en toile).
La ceinture à munitions portée en bandoulière permettait de soulager les hanches du soldat et d'accélérer le rechargement des armes. En effet, les munitions placées autour de la taille ou dans les poches étaient moins bien accessibles, et son poids rendait la marche plus contraignante.
Elle peut aussi servir à faire tenir un fourreau à épée dans le dos.